# Cicuco
Cicuco – miasto w Kolumbii, w departamencie Bolívar.